# 干土短杆状菌
干土短杆状菌（学名：Brevitalea aridisoli）是短杆状菌属的下属物种。该菌呈革兰氏阴性、好氧且嗜温。

## 词源
种加词“aridisoli”源自拉丁词“aridus”（干燥的）和“soli”（土壤），因此该种加词表示干燥的土壤，指其分离来源于干燥土壤环境。

## 发现
2011年春季，学者在纳米比亚北部卡万戈区马歇尔地区采集了奥卡万戈河附近的旧洪泛平原土壤样本，从中富集出干土短杆状菌菌株。分离该菌的土壤是略带酸性的灌木草原土壤。采集后，菌株样本被送至德国做进一步的种植实验，并于2016年被正式描述。

## 描述
干土短杆状菌的细胞长约1.0至2.2µm，宽约0.7至0.9µm，呈杆状。该菌为非运动性革兰氏阴性细菌，不形成孢子，并通过二分裂繁殖。该菌是嗜温且中性细菌，其生长温度范围为11.0至52.5°C，最适生长温度为35.4至45.0°C；pH范围为4.7至8.1，最佳pH值在5.4至7.0之间。该菌可耐受最高1%的氯化钠浓度，最佳生长环境为在无盐环境。理想条件下，其最短倍增时间为4.4小时。该菌是一种严格需氧、化能有机异营菌，含复杂蛋白质的底物是其首选的碳源和能源。该菌呈过氧化氢酶阳性以及细胞色素c氧化酶阴性。
该菌在固体培养基上可形成直径达1毫米的菌落。菌落柔软而粘稠，呈白色，外观为凸起的圆形，表面光滑，边缘整齐。